# Arthur Dobbs
Pour les articles homonymes, voir Dobbs.
Arthur Dobbs (né le 2 avril 1689, mort le 28 mars 1765) est un propriétaire terrien et homme politique britannique, gouverneur colonial de la Province de Caroline du Nord entre 1754 et 1765.

## Biographie
Dobbs est né dans le comté d'Ayrshire en Écosse, où sa mère avait été envoyée pour des raisons politiques et religieuses. C'est le fils ainé de la famille. Il sert brièvement dans l'armée irlandaise. Il devient ingénieur et supervise la construction du parlement de Dublin, ainsi que d'autres bâtiments. En 1727 il est élu membre du parlement d'Irlande, où il siège jusqu'en 1760. Il achète 400 000 acres (1 600 km2) en Caroline du Nord et encourage l'établissement de cette colonie britannique. Il succède au gouverneur Gabriel Johnston à la mort de celui-ci en 1753.
Le 24 janvier 1760, il écrit une lettre au botaniste anglais Peter Collinson où il décrit une nouvelle plante aux propriétés étonnantes, capable d'attraper des mouches, qui sera baptisée « Fly Trap Sensitive », c'est-à-dire Dionaea muscipula.